# Trebuesto
Trebuesto es una localidad española del municipio de Guriezo, perteneciente a la comunidad autónoma de Cantabria.

## Geografía
La localidad se encuentra a 50 m s. n. m. y a 2,2 kilómetros de la capital municipal, El Puente.

## Historia
Hacia mediados del siglo XIX, el lugar, ya por entonces perteneciente al municipio de Guriezo, tenía contabilizadas 34 cabezas de familia. Aparece descrito en el decimoquinto volumen del Diccionario geográfico-estadístico-histórico de España y sus posesiones de Ultramar de Pascual Madoz con las siguientes palabras:

TREBUESTO: ald. en la prov. y dióc. de Santander, part. jud. de Castro-urdiales, correspondiente al valle y ayunt. de Guriezo, compuesta de 34 vec. Tiene un puente de piedra silleria de dos arcos sobre el r. Agüera. A su parte oriental y sobre una altura está la iglesia adyutriz, titulada Sta. Catalina: en su terr. se cuentan 6 molinos harineros de 3 á 6 meses al año. Para lo demas (V. Guriezo).
(Madoz, 1849, p. 137)

En 2023, la entidad singular de población de Trebuesto tenía empadronados 159 habitantes, todos ellos en el núcleo de población de ese nombre.

## Patrimonio
Hay en la localidad una iglesia de Santa Catalina.